# Carbocernait
Carbocernait ist ein selten vorkommendes Mineral aus der Mineralklasse der „Carbonate und Nitrate“ (ehemals Carbonate, Nitrate und Borate). Es kristallisiert im orthorhombischen Kristallsystem mit der idealisierten chemischen Zusammensetzung (Ca,Na)(Sr,Ce,Ba)(CO3)2, ist also chemisch gesehen ein Calcium-Strontium-Carbonat.
Carbocernait bildet tafelige Kristalle bis zu 4 mm Größe, die typischerweise keilförmige Endflächen aufweisen. Er findet sich ferner in Form von körnigen Massen sowie Entmischungslamellen.
Die Typlokalität des Carbocernaits ist das Alkaligesteins-Ultrabasit-Massiv „Vuoriyärvi“ (Koordinaten des Alkaligesteins-Ultrabasit-Massivs „Vuoriyärvi“) (russisch массив Вуориярви) in Nord-Karelien, Oblast Murmansk, Halbinsel Kola, Föderationskreis Nordwestrussland, Russland.

## Etymologie und Geschichte
Im Jahr 1957 wurde aus Kernen von im Alkaligesteins-Ultrabasit-Massiv „Vuoriyärvi“ geteuften Forschungsbohrungen (Bohrlöcher 88 und 101) ein Mineral entdeckt, welches L. V. Kozyreva und Georgij A. Ilinskij 1959 als „Ambatoarinit“ beschrieben. Wie die nachfolgenden mineralogischen (Andrej G. Bulakh), röntgendiffraktometrischen (W. W. Kondratjewa) und chemischen (E. N. Baranova) Untersuchungen zeigten, stellt das von Kozyreva & Ilinskij beschriebene Material ein neues, in der damaligen Literatur unbekanntes Mineral dar, welches zu den Seltenerdcarbonaten gehört. Im Jahre 1961 erfolgte die wissenschaftliche Erstbeschreibung dieses Minerals durch ein Team russischer Wissenschaftler um Andrej G. Bulakh im russischen Wissenschaftsmagazin „Zapiski Vsesoyuznogo Mineralogicheskogo Obshchestva“ („Proceedings of the Russian Mineralogical Society“) als Carbocernait (russisch Карбоцернаит, englisch Carbocernaite). Sie benannten das Mineral nach der chemischen Zusammensetzung (Carbo-cer-na-it), da es ein CARBOnatmineral darstellt, welches die chemischen Elemente CERium und NAtrium enthält.
Das Mineral wurde von der „Commission on New Minerals and Mineral Names“ der International Mineralogical Association (IMA) in einem 1967 erschienenen, die 129 Erstbeschreibungen der Jahre 1961 bis 1964 zusammenfassenden Report als Mineral anerkannt. Infolgedessen hat Carbocernait keine IMA-Nummer, sondern wird unter der Summenanerkennung „IMA 1967 s.p.“ (special procedure) geführt.
Das Typmaterial (Holotyp) für Carbocernait wird unter der Katalognummer 64100 in der Systematischen Sammlung des Mineralogischen Museums „Alexander Jewgenjewitsch Fersman“ der Russischen Akademie der Wissenschaften in Moskau aufbewahrt.

## Klassifikation
In der 8. Auflage der Mineralsystematik nach Strunz gehörte der Carbocernait zur gemeinsamen Mineralklasse der „Carbonate, Nitrate und Borate“ und dort zur Abteilung der „Carbonate“, wo er zusammen mit Burbankit, Bütschliit, Eitelit, Fairchildit, Nyerereit, Sahamalith und Shortit die „Eitelit-Sahamalith-Gruppe“ mit der System-Nr. Vb/A.05 innerhalb der Unterabteilung „Wasserfreie Carbonate ohne fremde Anionen“ bildete.
Im zuletzt 2018 überarbeiteten und aktualisierten Lapis-Mineralienverzeichnis, das sich aus Rücksicht auf private Sammler und institutionelle Sammlungen noch nach dieser veralteten Systematik von Karl Hugo Strunz richtet, erhielt das Mineral die System- und Mineral-Nr. V/B.07-060. In der „Lapis-Systematik“ entspricht dies der Abteilung „Wasserfreie Carbonate [CO3]2−, ohne fremde Anionen“, wo Carbocernait zusammen mit Rémondit-(La), Rémondit-(Ce), Petersenit-(Ce), Calcioburbankit, Burbankit, Khanneshit und Sanrománit die Burbankit-Reihe mit der Nummer V/B.07 bildet.
Die seit 2001 gültige und von der International Mineralogical Association (IMA) bis 2009 aktualisierte 9. Auflage der Strunz’schen Mineralsystematik ordnet den Carbocernait in die um die Borate reduzierte Klasse der „Carbonate und Nitrate“ und dort in die Abteilung der „Carbonate ohne zusätzliche Anionen; ohne H2O“ ein. Diese ist weiter unterteilt nach der Gruppenzugehörigkeit der beteiligten Kationen, so dass das Mineral entsprechend seiner Zusammensetzung in der Unterabteilung „Erdalkali- (und andere M2+) Carbonate“ zu finden ist, wo es als alleiniger Vertreter die unbenannte Gruppe mit der System-Nr. 5.AB.50 bildet.
Auch die vorwiegend im englischen Sprachraum gebräuchliche Systematik der Minerale nach Dana ordnet den Carbocernait wie die veraltete Strunz’sche Systematik in die gemeinsame Klasse der „Carbonate, Nitrate und Borate“ und dort in die Abteilung der „Carbonate“ ein. Hier ist er als einziges Mitglied in der unbenannten Gruppe 14.04.06 innerhalb der Unterabteilung „Wasserfreie Carbonate mit zusammengesetzter Formel A2+B2+2(CO3)4“ zu finden.

## Chemismus
Eine nasschemische Analyse von E. N. Baranowa an 0,4 mg ausgelesenen Carbocernait-Körnern ergab 15,10 % CaO; 12,43 % SrO; 3,20 % BaO; 26,10 % SEE2O3; 5,11 % Na2O; 1,50 % Fe2O3; 0,30 % Al2O3; 31,82 % CO2; 2,10 % H2O+; 0,30 % H2O−; (kein F, kein Cl, 1,40 % unlöslicher Rückstand, die Summe ist 99,36 %). Chromatographische Analysen der Seltenerdmetalle (SEE2O3) durch K. A. Baklanova ergaben 42,40 % La2O3; 42,40 % Ce2O3; 8,50 % Nd2O3; 4,25 % Sm2O3 und 2,90 % Y2O3 (Summe 100,05 %). Auf der Basis von drei Sauerstoff-Atomen errechnet sich daraus – das Wasser ignorierend – die empirische Formel (Ca0,37Na0,23SEE0,25Sr0,16Ba0,03)Σ=1,01CO3, die sich zu (Ca0,4Na0,2SEE0,2Sr0,2)Σ=1,00CO3 vereinfachen lässt. In Anbetracht der Tatsache, dass in vielen Seltenerdcarbonaten Strontium und Seltenerdelemente sowie Calcium und Natrium unabhängige kristallchemische Positionen belegen, wurde von Bulakh und Kollegen für den Carbocernait eine andere Formel vorschlagen: (Ca0,37Na0,23)Σ=0,60(SEE0,22Sr0,16Ba0,03)Σ=0,41CO3.
Nachdem Liang Youbin und Kollegen mitgeteilt hatten, dass Carbocernait in der Seltenmetalllagerstätte Bayan Obo, Baotou in China, in großen Mengen vorkommt, untersuchten Shi Nicheng und Kollegen dessen chemische Zusammensetzung. Sie ermittelten 10,27 % Ce2O3; 8,78 % La2O3; 0,99 % Pr6O11; 2,47 % Nd2O3; 0,30 % Sm2O3; 0,39 % Gd2O3; 17,77 % SrO; 5,24 % BaO; 16,68 % CaO; 0,53 % FeO; 3,15 % Na2O; 33,85 % CO2; 1,22 % H2O, Summe 101,64 %. Unter Ausschluss des H2O errechnete sich dadurch die empirische Formel (Sr0,44REE0,40Ba0,10)Σ=0,94(Ca0,78Na0,26)Σ=1,04[CO3]2, die nach der Kristallstrukturanalyse zu (Sr,SEE,Ba)(Ca,Na)[CO3]2 vereinfacht wurde.
Die offizielle Formel der IMA für den Carbocernait wird mit (Sr,Ce,La)(Ca,Na)(CO3)2 angegeben. Die Formel nach Strunz, (Sr,Ce,La)(Ca,Na)[CO3]2, folgt der IMA-konformen Formel, jedoch ist hier wie üblich der Anionenverband in einer eckigen Klammer zusammengefasst.
Die alleinige Elementkombination Sr–Ce–La–Na–Ca–C–O, wie sie der offiziellen Formel der IMA für den Carbocernait zu entnehmen ist, weist unter den derzeit bekannten Mineralen (Stand 2019) neben Carbocernait nur Calcioburbankit, Na3(Ca,REE,Sr)3(CO3)5, auf. Legt man die Schreibweise (Ca,Na)(Sr,Ce,Ba)(CO3)2 zugrunde, besitzen Burbankit, (Na,Ca)3(Sr,Ba,Ce)3(CO3)5, Khanneshit, (Na,Ca)3(Ba,Sr,Ce,Ca)3(CO3)5, und die unbenannte Phase UM1990-98-CO:BaCaNaREESr, (Na,Ca)3(Sr,Ba,Ce)3(CO3)5, eine nahezu identische chemische Zusammensetzung wie Carbocernait.
Carbocernait stellt ein intermediäres Glied einer Mischkristallreihe zwischen den beiden hypothetischen Endgliedern CaSr(CO3)2 und NaSEE(CO3)2 dar.

## Kristallstruktur

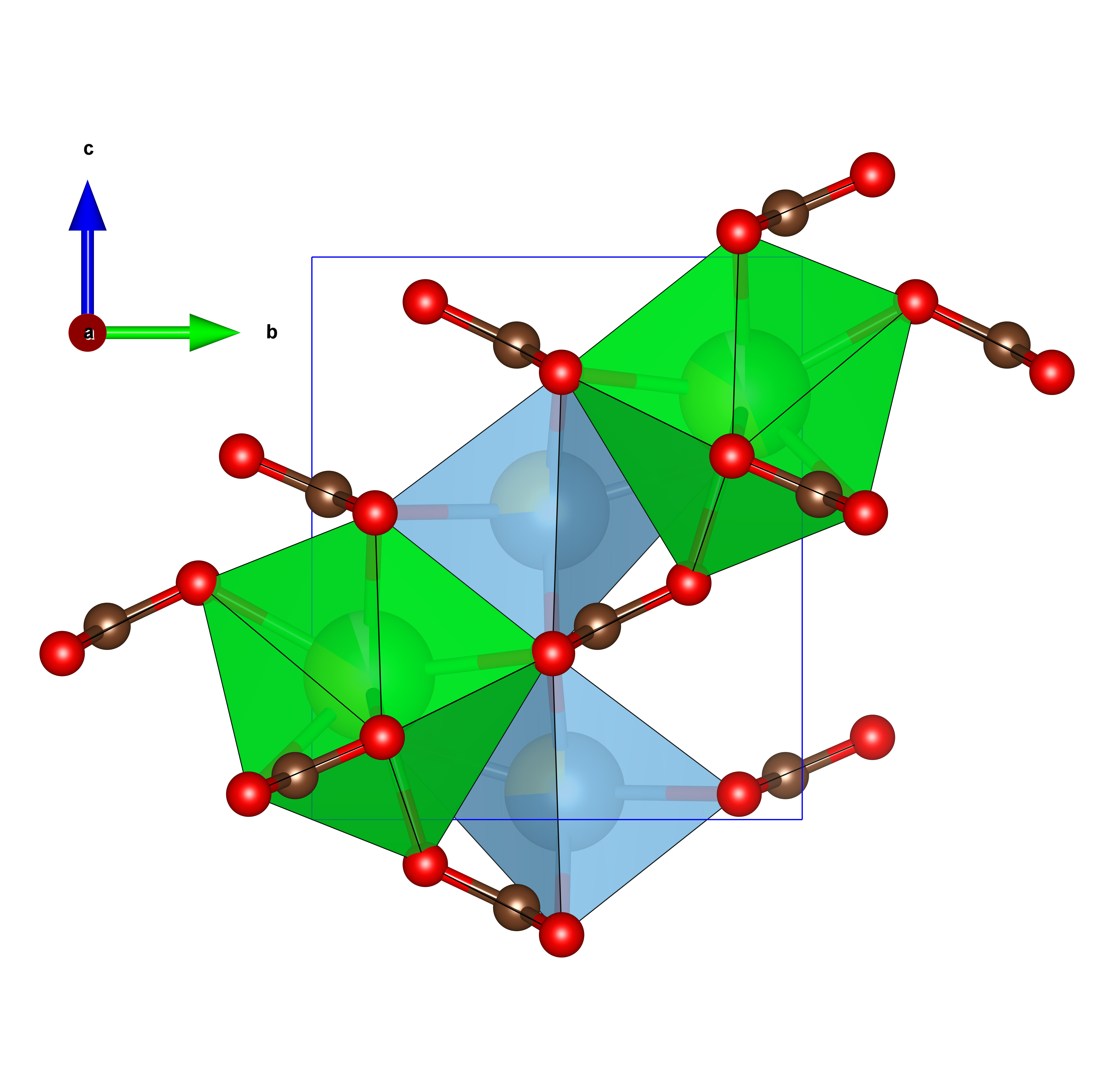
Räumliche Darstellung der Struktur von Carbocernait parallel zur a-Achse. Gleiche Farblegende wie in der nebenstehenden Abbildung.

Räumliche Darstellung der Struktur von Carbocernait in der kristallographischen Standardausrichtung. Der blaue Umriss zeigt die Einheitszelle.
Farblegende: #00FF26 Sr
1. D1FC06 Ce
2. 1EEF2C Ba
3. 5A96BD Ca
4. F9DC3C Na
5. 804929 C
6. FE0300 O

Carbocernait kristallisiert im orthorhombischen Kristallsystem in der Raumgruppe Pmc21 (Raumgruppen-Nr. 26) mit den Gitterparametern a = 6,430 Å; b = 7,301 Å und c = 5,214 Å sowie zwei Formeleinheiten pro Elementarzelle.
Die Kristallstruktur von Carbocernait wurde ursprünglich von Alexander A. Woronkow und Juri A. Pyatenko in der Raumgruppe Pmc21 (Raumgruppen-Nr. 26) gelöst, was von Shi Nicheng und Kollegen bestätigt wurde.
Die Kristallstruktur zeigt an, dass sich das Sr-Atom und das Ca-Atom auf unterschiedlichen kristallographischen Positionen befinden. Entsprechend den elektrischen Dichte-Berechnungen existieren isomorphen Vertretungen zwischen Sr und SEE, Sr und Ba sowie zwischen Ca und Na. Die Sr(SEE,Ba)- und Ca(Na)-Atomschichten sind alternierend in Richtung der a-Achse angeordnet. Die trigonale (CO3)-Ebene liegt parallel zur a-Achse und schräg zur b- und c-Achse.
Die trigonale (CO3)-Ebene wird entweder durch die Schicht mit den Sr(SEE,Ba)- oder die Schicht mit den Ca(Na)-Atomen in zwei gleiche Teile geteilt, da es sich hierbei um symmetrische Ebenen handelt. Folglich befindet sich zwischen den Schichten mit Sr(REE,Ba)- und den mit Ca(Na)-Atomen eine Schicht mit den Sauerstoff-Atomen der allgemeinen Position O1 und O2. Die Atome mit den Positionen C, O3, O4 befinden sich in der Schicht mit den Sr(REE,Ba)- oder Ca(Na)-Atomen. In der Kristallstruktur des Carbocernaits beträgt die Koordinationszahl von Sr(REE,Ba) acht, sein Koordinationspolyeder besteht aus einem trigonalen Prisma und zwei tetragonalen Pyramiden. Die Koordinationszahl von Ca(Na) ist sieben, sein Koordinationspolyeder besteht aus einem trigonalen Prisma und einer tetragonalen Pyramide. Eine dichte Packung wie z. B. beim Calcit oder Aragonit ist im Carbocernait nicht vorhanden; infolgedessen ist die Spaltbarkeit des Carbocernaits auch nicht sehr ausgeprägt.
Die Kristallstruktur des Paratooit-(La) ist eng mit der des Carbocernaits verwandt und bildet eine 1 × 2 × 2-Superstruktur zu der des Carbocernaits.
Eine neuere Untersuchung von Carbocernait aus Wyoming ergab das Vorhandensein von Reflexionen, die die oben genannte Raumgruppe Pmc21 (Raumgruppen-Nr. 26) verletzten, sehr ähnlich den Beobachtungen von Sergey V. Krivovichev und Kollegen am Paratooit-(La).
Eine weitere von Anton R. Chakhmouradian und Kollegen durch Einkristall-Röntgenbeugung untersuchte Probe, deren chemische Zusammensetzung [(Ca0,57Na0,42)Σ=0,99(Sr0,50SEE0,47Ba0,01)Σ=0,98(CO3)2] sich in etwa in der Mitte der Mischkristallreihe zwischen den beiden oben erwähnten hypothetischen Endgliedern befindet, weist eine eindeutig monokline Struktur mit den Gitterparametern a = 6,434 Å; b = 7,266 Å; c = 5,220 Å und β = 89,979° sowie zwei Formeleinheiten pro Elementarzelle auf. Die Verringerung der Symmetrie ist auf eine teilweise Kationenordnung auf siebenfach koordinierten Positionen zurückzuführen, die überwiegend von Ca und Na besetzt sind, sowie auf zehnfach koordinierten Positionen, die mit Sr, SEE und Ba besetzt sind.
Die Kristallstruktur des Carbocernaits besteht entsprechend dem neuen Modell von Chakhmouradian und Kollegen aus Ketten von A*O7-Polyedern mit gemeinsamen Kanten und Zickzack-Ketten von (B,B′)O10-Polyedern mit gemeinsamen Flächen, die sich parallel der b-Achse [010] erstrecken. Die A*O7-Polyeder lassen sich am besten als einfach gekappte trigonale Prismen („monocapped triangular prism“) mit einer mittleren Kation-Sauerstoffatom-Distanz von ≈ 2,44 Å beschreiben, wobei dieser Koordinationstyp in Ca- und Na-haltigen anorganischen und auch organischen Komponenten nicht selten auftritt. Die B*O10-Polyeder stellen abgestumpfte hexagonale Bipyramiden dar. Die polyedrischen Gruppen sind miteinander durch gemeinsame Ecken, Kanten sowie auch durch parallel zu (250) und (250) orientierte Carbonatgruppen verbunden. Die Struktur kann auch durch gewellte Schichten aus B*O10-Bipyramiden beschrieben werden, die entlang der a-Achse [100] mit isolierten Ketten aus gekappten A*O7-Prismens alternieren.

## Eigenschaften

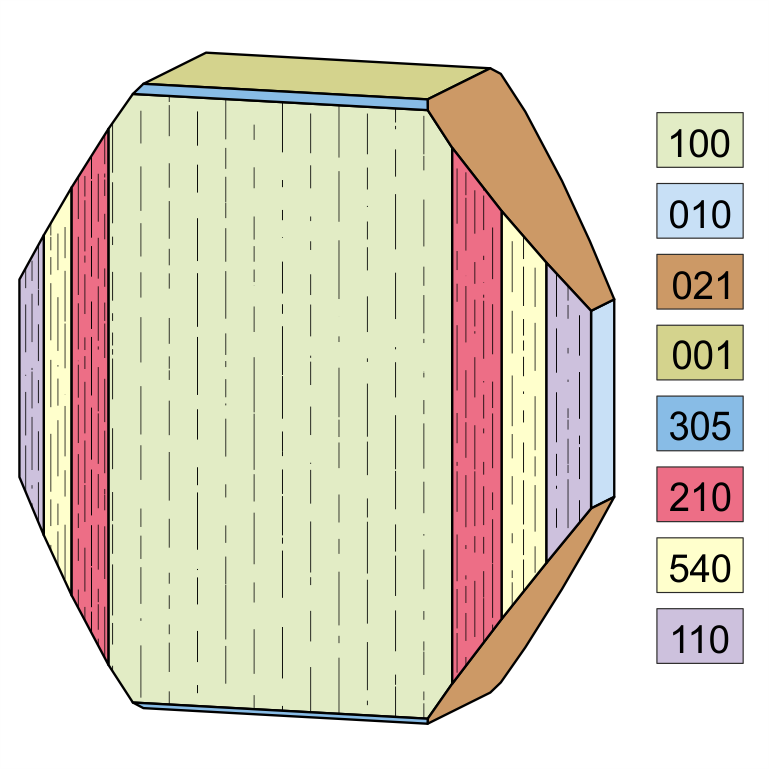
Zeichnung eines charakteristisch gestreiften Carbocernait-Kristalls mit keilförmigen Endflächen

### Morphologie
Carbocernait bildet tafelige Kristalle bis zu 4 mm Größe, die typischerweise keilförmige Endflächen aufweisen (vergleiche dazu die nebenstehende Kristallzeichnung). An der Typlokalität ist die tragende Form der Kristalle das vordere Pinakoid {100}. Zur Tracht der Kristalle gehören ferner die Pinakoide {010} und {001}, das Doma {021} sowie die Prismen {540} und {210}. {305} und {210} bilden charakteristische Vizinalflächen. Die Kristalle treten zumeist zu clusterartigen Aggregaten zusammen.
Die Kristalle des Carbocernaits zeigen ein komplexes Nebeneinander von Kern-Rand-, Sektoren- und Mustern aus oszillierender Zonierung, das sich aus signifikanten Gehaltsschwankungen aller hauptsächlichen Kationen ergibt.
In anderen bestätigten Vorkommen von Carbocernait in Karbonatiten findet sich das Mineral in verschiedensten Ausbildungen:
- als Entmischungslamellen in primärem Calcit (gangförmiger Karbonatit in fenitisiertem Melanephelinit im Alkaligesteinskomplex Sarnu-Dandali, Rajasthan, Indien)[20]
- lattenförmige Carbocernait-Kristalle in früh gebildeten Calcit-Karbonatiten, die sich aus Sr-reichem Calcit und REE-haltigen Oxiden, insbesondere Zirkonolith, entmischt haben (Chibinen, Kola, Russland)[20]
- Pseudomorphosen nach primärem Burbankit (Chibinen, Kola, Russland)[21]
- Pseudomorphosen nach Calcit oder Ankerit (Swartbooisdrif, Namibia)[22]
- Überwachsungen von Cordylit-(La) (Ust'-Biraya, Russland)[8]
- rosa bis rötliche lattenförmige Kristalle in Carbonatgängen in einem grauen syenitischen Alkaligesteinskomplex (Sturgeon Narrows, District of Thunder Bay, Ontario, Kanada)[23]
- extrem zonierte Kristalle in einem hydrothermal überprägten Burbankit-Fluorapatit-haltigen Calcit-Karbonatit (Bear Lodge in Wyoming/USA)[8]
- Carbocernait findet sich ferner in Form von körnigen Massen.[4]

Es muss darauf hingewiesen werden, dass die Identifizierung von Carbocernait ohne Röntgenbeugung und quantitative chemische Daten nicht trivial ist, da seine optischen Eigenschaften (hohe Doppelbrechung, zweiachsig negativ) sehr ähnlich denen der Vertreter der Reihe Calcioankylit-(Ce) – Ankylit-(Ce) sind.

### Physikalische und chemische Eigenschaften
Die Kristalle des Carbocernaits sind farblos, alterierte Kristalle sind weiß, blassgelb bis gelb, gelblichgrün, rosafarben oder braun. Ihre Strichfarbe ist hingegen immer weiß. Die Oberflächen der wasserklar durchsichtigen bzw. durchscheinenden bis durchsichtigen Kristalle des Carbocernaits zeigen einen charakteristischen glasartigen Glanz und sind auf Bruchflächen fettglänzend. Carbocernait besitzt entsprechend diesem Glas- bis Fettglanz eine mittelhohe bis hohe Lichtbrechung (nα = 1,569; nβ = 1,679; nγ = 1,708) und – wie viele Carbonatminerale – eine hohe Doppelbrechung (δ = 0,139). Im durchfallenden Licht ist der zweiachsig negative Carbocernait farblos und zeigt keinen Pleochroismus.
Carbocernait weist drei undeutliche Spaltbarkeiten nach {100}, {021} und {010} auf. Er ist spröde, Angaben zum Bruch des Minerals fehlen. Carbocernait besitzt eine Mohshärte von 3 und gehört damit zu den mittelharten Mineralen, die sich bei entsprechender Kristallgröße wie das Referenzmineral Calcit (Härte 3) mit einer Kupfermünze ritzen lassen. Die gemessene Dichte für Carbocernait beträgt 3,531 g/cm³, die berechnete Dichte 3,64 g/cm³.
Carbocernait zeigt weder im langwelligen UV-Licht noch im kurzwelligen UV-Licht eine Fluoreszenz.
Das Mineral löst sich leicht in verdünnter Salzsäure, HCl.

## Vorsichtsmaßnahmen
Carbocernait wird durch seinen Gehalt an Seltenerdelementen sowie Anteilen radioaktiver Isotope der SEE Cer und Lanthan als schwach radioaktiv eingestuft und weist eine spezifische Aktivität von etwa 356 Bq/g auf (zum Vergleich: natürliches Kalium 30,346 Bq/g). Trotz der nur schwachen Radioaktivität des Minerals sollten Mineralproben von Carbocernait nur in staub- und strahlungsdichten Behältern, vor allem aber niemals in Wohn-, Schlaf- und Arbeitsräumen aufbewahrt werden. Ebenso sollte eine Aufnahme in den Körper (Inkorporation, Ingestion) auf jeden Fall verhindert und zur Sicherheit direkter Körperkontakt vermieden sowie beim Umgang mit dem Mineral Atemschutzmaske und Handschuhe getragen werden.

## Bildung und Fundorte
Carbocernait ist ein gesteinsbildendes Mineral in Karbonatiten. An seiner Typlokalität findet er sich als ungewöhnliches akzessorisches Mineral in einem Dolomit-Calcit-Karbonatit, der genetisch mit einem ultramafischen Alkaligesteinsmassiv („Vuoriyärvi“) verknüpft ist. Daneben scheint er in Form von Entmischungslamellen aus primärem Calcit oder in Pseudomorphosen nach anderen Carbonaten vor allem eine genetisch späte Bildung darzustellen.
In der Lokalität „Bear Lodge“ in Wyoming/USA wird die Entstehung von Carbocernait als Ausfällung aus sulfathaltigen Fluiden interpretiert, die aus einer externen Quelle stammen und durch die Auflösung von primärem Calcit und Burbankit mit Na, Ca, Sr, Ba und SEE angereichert sind.
Begleitminerale des Carbocernaits sind Chlorit, Ankerit, Alstonit, Anatas und Quarz (Vuoriyärvi); Dolomit, Baryt, Chlorit, Mckelveyit-(Y), Calkinsit-(Ce) und Khanneshit (Khanneshin-Komplex, Afghanistan); Georgechaoit (Alkaligesteinskomplex Poços de Caldas, Minas Gerais, Brasilien); sowie Pyrit-Würfel, Strontianit, Baryt, Ankylit-(Ce) und spät gebildete Calcit-Rhomboeder (Bear Lodge in Wyoming/USA).
Als selten vorkommende Mineralbildung ist Carbocernait nur von wenigen Lokalitäten bzw. in geringer Stufenzahl bekannt. Das Mineral wurde bisher (Stand 2019) neben seiner Typlokalität von rund 30 Fundpunkten beschrieben.
Die Typlokalität des Carbocernaits sind Calcit- sowie Dolomit-Calcit-Karbonatite im Alkaligesteins-Ultrabasit-Massiv „Vuoriyärvi“ (russisch массив Вуориярви) in Nord-Karelien, Oblast Murmansk, Halbinsel Kola, Föderationskreis Nordwestrussland, Russland. Dieses Alkaligesteins-Ultrabasit-Massiv wird neben Karbonatiten noch von Duniten, Pyroxeniten, Ijoliten-Melteigiten sowie Phoscoriten aufgebaut.
Weitere Fundorte für Carbocernait sind:
- die Uran- und SEE-Lagerstätte im Zentralteil des sich über eine Fläche von 40 km² ausdehnenden frühquartären Karbonatits im „Khanneshin-Komplex“, Dushan-District, Provinz Helmand, Afghanistan
- der Alkaligesteinskomplex „Poços de Caldas“ bei der gleichnamigen Stadt, Minas Gerais, Brasilien
- der Karbonatit-Komplex von Araxá bei Barreiro unweit Araxá im Bundesstaat Minas Gerais in Brasilien
- der Alkaligesteins-Karbonatit-Komplex der „Jacupiranga Mine“ beim gleichnamigen Ort unweit Cajati, São Paulo, Brasilien
- der „Sturgeon Narrows Alkaline Complex“ in der Squash Lake Area, Kenora District, Ontario, Kanada
- der im „Poudrette Quarry“ aufgeschlossene gangförmige „Poudrette-Pegmatit“ im Mont Saint-Hilaire, Regionale Grafschaftsgemeinde La Vallée-du-Richelieu, Montérégie, Québec, Kanada (hier früher provisorisch als MSH UK-40 bezeichnet)
- der Karbonatit-Komplex „Montviel“, Verwaltungsregion Nord-du-Québec, Québec, Kanada
- die Fe-Sn-Lagerstätte „Huanggang“ (Huanggangliang-Mine), Hexigten-Banner, Chifeng (Ulanhad), Autonomes Gebiet Innere Mongolei, Volksrepublik China (fälschlich als „Baotou City (Baotou Prefecture)“ bezeichnet)
- die West Mine der riesigen polygenetischen REE-Eisen-Niob-Lagerstätte Bayan-Obo im Bergbaubezirk von Bayan-Obo nördlich des Stadtbezirks Bayan-Obo der bezirksfreien Stadt Baotou, Autonomes Gebiet Innere Mongolei in der Volksrepublik China
- die abgeworfene REE-Lagerstätte Weishan, Kreis Weishan, Bezirksfreie Stadt Jining, Provinz Shandong, Volksrepublik China
- Korsnäs, Ostrobothnia, Finnland
- die Lagerstätte „Kamthai“ sowie verschiedene gangförmige Karbonatite in der Umgebung der Dörfer Sarnu und Dandali in der Magmenprovinz Malani, alle im Barmer-District, Jodhpur-Division, Rajasthan, Indien
- der Karbonatit-Fenit-Komplex „Newania“ bei Udaipur, Udaipur-Distrikt, Udaipur-Division, Rajasthan, Indien
- der Khamambettu-Karbonatit im Theni-Distrikt, Tamil Nadu, Indien
- der „Kalkfeld-Komplex“ und der Ondurukurume-Komplex (Ondumakorume), beide bei Kalkfeld im Kreis Omatako, Region Otjozondjupa, Namibia
- Karbonatit_Aufschlüsse bei Swartbooisdrif unweit Epupa im gleichnamigen Wahlkreis, Region Kunene, Namibia
- „Ust'-Biraya“ im Gebiet der Fe-SEE-Erz-Aufschlüsse Biraya, Zusammenfluss von Biraya und Bya im Chara-Becken auf dem Witimplateau, Oblast Irkutsk, Russland
- der Pegmatit „Hilairitovoe“ im „Apatitbergwerk Kirow“ („Kirovskii Apatite Mine“, „Kirovsky Mine“, „Kirovskii Mine“ oder „Kirov Mine“, russisch Кировский рудник) südlich des Berges Kukiswumtschorr (Kukisvumchorr) im südlichen Teil des Chibinen-Massivs, Oblast Murmansk, Halbinsel Kola, Russland
- das Flüsschen „Olenii Ruchei“ (russisch Олений Ручей) im Bereich des Karbonatitstocks in der Nähe der Tulilukht-Bucht (russisch залива Тульилухт) des Sees Umbosero, Chibinen, Oblast Murmansk, Halbinsel Kola, Russland
- das Alkaligesteins-Massiv Lovozero, Oblast Murmansk, Halbinsel Kola, Russland
- das Alkaligesteins-Massiv Ozernyi bei Aldan, Aldanhochland, und der Karbonatit-Komplex „Gornoe Ozero“ (russisch массив Горное Озеро (Горноозерский)), beide im Föderationssubjekt Sacha, Region Ostsibirien, Russland
- Fuerteventura, Provinz Las Palmas, Kanarische Inseln, Spanien
- der Bergbaubezirk Bear Lodge Mining District im Crook Co., Wyoming, Vereinigte Staaten
- der Berg Fansipan im Hoàng-Liên-Sơn-Gebirge, Distrikt Phong Tho, Provinz Lào Cai, Vietnam

Fundorte aus Deutschland, Österreich und der Schweiz sind damit unbekannt.

## Verwendung
Obwohl das Mineral Cer und andere Seltenerdmetalle enthält, ist Carbocernait wirtschaftlich völlig bedeutungslos. Es ist lediglich für den Sammler von Mineralen von Interesse.